# Wincenty Dunikowski-Duniko
Wincenty Dunikowski-Duniko (ur. w 1947 w Piekarach Śląskich) – polski rzeźbiarz i malarz.

## Życiorys
W 1974 ukończył Akademię Sztuk Pięknych w Krakowie. Mieszka i pracuje w Bonn, Kolonii i w Krakowie. Zajmuje się działalnością interdyscyplinarną, którą można najogólniej podzielić na dwa obszary – ten koncentrujący się na problemie rozwoju formy i ten związany z poszerzeniem pojęcia sztuki. Jego cykle prac zazębiają się w czasie i w metodach realizacji, nigdy nie są w pełni zamknięte. Jego prace znajdują się w licznych muzeach i kolekcjach prywatnych.
Wincenty Dunikowski-Duniko jest twórcą sztuki i terminu Moment Art.
Jego wszechstronna twórczość, obejmująca instalacje, fotografie, video, malarstwo i rzeźbę uchodzi za jedno z ciekawszych zjawisk w sztuce. Międzynarodowe uznanie zdobył już w połowie lat siedemdziesiątych za cykl prac Klasery i Moment Art wystawianych na wielu prestiżowych wystawach w kraju i zagranicą m.in. w Museum of Modern Art, San Francisco 77, Metody, Postawy, Tendencje, Pałac Sztuki, Kraków 78, Museum of Modern Art, Kamakura 80.
W latach 80. wystawiał przede wszystkim w Niemczech m.in. w Kasseler Kunstverein, Kassel, 82, Stoffwechsel-K18, wystawa towarzysząca Documenta 7 w Kassel, 82, Kunstlandschaft Bundesrepublik, 85, Der Baum, 85, Recontres/Museum Mulhouse, 85, jego prace prezentowane były w na wielu wystawach w muzeach m.in. Muzeum Bochum, Schloß Charlottenburg Berlin, Wilhelm- Hack-Museum Ludwigshafen 86/87.
W latach 90. prezentował swoje prace m.in. na wystawach: W. Dunikowski-Duniko w Galerii Północnej Zamku Książąt Pomorskich, Szczecin, 93, Retrospektywa Wincenty Dunikowski-Duniko – Moją najlepsza / My best..., w Bunkrze Sztuki w Krakowie 95, w wyst. Rzeźba lat 70.-80. XX wieku, CRP Orońsko 95, Pięć wieków grafiki Polskiej Muzeum Narodowe Warszawa 97. W 2001 odbyła się Retrospektywa W. Dunikowski-Duniko w Heidelberger Kunstverein w Heidelbergu.
Prace artysty znajdują się w licznych kolekcjach prywatnych i muzeach, m.in. w Zbiorach Muzeum Narodowego w Warszawie, Moderna Galerija w Lublanie, Bank of America w San Francisco, Nationalgalerie w Berlinie.

## Ważniejsze cykle
- od 1971

Paper Art: w tym cykl „Klasery”
- od 1972

Centrum Programowania artystycznego Duniko.Przyjął wówczas pseudonim Duniko; Ugruntował fikcyjne Centrum Programowania Sztuki DUNIKO. Stworzył liczne teksty, partytury akcji, projekty aranżacji przestrzennych prezentowane na komputerze „papierze firmowym” Center of Art Programming DUNIKO – w tym m.in. akcje: Rysowanie, pisanie, drukowanie na powierzchni wody nasyconej trocinami – 1972 r., akcja „Scrapping screens” – Drapane ekrany.
- od 1973

seria na taśmach komputerowych
- od 1974

cykl „Projekcje” – seria poliptyków realizowanych w akwaforcie unaoczniających w grafice scenariusze akcji-projekcji. Projekty tych realizacji prezentowane były najczęściej na „papierze firmowym” Center of Art Programming DUNIKO lub po prostu jako ręcznie pisane teksty z rysunkiem jak np. Polska Awangarda w Zagrzebiu 75. Wystawiane m.in. – Intern. Grafik Biennale Ljubljana 75, XI Bienn. Int. d’Art Menton 76, Francja, „Dokumenty realności” Museum Narodowe, Warszawa 80, Kunstverein Kassel 82 (wystawa indywidualna).
Prace z tej serii otrzymały nagrody: I nagroda na „Konfrontacjach 75" w Krakowie, Nagroda XI Międzynarodowego Biennale Grafiki w Ljubljanie 75, III Nagroda na Ogólnopolskiej Wystawie Grafiki w Warszawie 78. W zbiorach m.in. Muzeum Narodowego w Warszawie, Moderna Galerija w Lublanie.
„Notacje”, Wystawiane m.in.: Xylon 7: Fribourg 75, Berlin, Museu de Arte São Paulo 77, Premia Biello 76, Włochy; World Print Competition, Museum of Modern Art, San Francisco 76/77; Polska Grafika Współczesna, Museum of Modern Art, Kamakura 80, Japonia. Prace z tej serii zostały nagrodzone Medalem Międzynarodowego Biennale we Frechen (RFN), 1976, znajdują się w Zbiorach Ministerstwa Kultury Hesji.
- od 1976

„Moment Art” – którego wiodącą ideą jest wyselekcjonowanie tych fenomenów, które przez swoją błahość i powszedniość opierały się dotąd sztuce. „Dramaturgia” przebiegu najzwyklejszych wydarzeń jak np.: zamglenie szyby oddechem („Oddech Duniko” 1976 – Transparentfoto) lub dzielenie kropli wody palcem („Splitting up” 1976 – Transparentfoto) – jest próbą innego, głębszego unaocznienia przyswajalności przebiegu czasu. Seria tych prac została zrealizowana na przezroczystych kliszach (Transparentfoto – Positiv fillm) i oglądana jest z obu stron. Prace tej serii otrzymały 2. Nagrodę i Złoty Medal 9. Złotego Grona, Zielona Góra 1979. Praca „Oddech Duniko” (1976) została zreprodukowana w książce „Art in the Seventies” (Sztuka lat 70.) wyd. Oxford 80, Edwarda Lucie Smitha. Prace z tego cyklu znajdują się w zbiorach Muzeum Narodowego w Warszawie.
- od 1978

„Transparent monochroms” (Przezroczyste monochromy) i „Crumpled screens” (Mięte ekrany) – w pracach z tej serii obok druku zastosowany jest jako równoprawny środek wyrazu papier, ze swoimi charakterystycznymi właściwościami takimi jak: przezroczystość, łatwopalność, podatność na drapanie, mięcie, targanie i zatłuszczanie. „Klasery” zostały pokazane po raz pierwszy międzynarodowo na wystawie w Helsinkach w 1973 r. Wystawiane na wielu międzynarodowych wystawach m.in.: Internationale Grafik Biennale: Vienna 75; Ljubjana 77; Kraków 78; Heidelberg 79; World Print Competition, Museum of Modern Art, San Francisco 77; Nagroda: Award of Merit – jedna z 5 głównych nagród za nowe poszukiwania w dziedzinie grafiki artystycznej, WPC Museum of Modern Art, San Francisco 1977 (za prace Album III, 1975). Prace z tej serii znajdują się m.in. w kolekcji Kupferstichkabinett des Staatlichen Museums Preußischen Kuturbesitzes, Nationalgalerie, Berlin.
- od 1980

„Ready for use” – projekt będący zarówno odpowiedzią na „Ready Made”, jak i tendencją, aby różne obszary i metajęzyki jak polityka, uczucia, gospodarka, sfera prywatna, zawrzeć w utworze plastycznym.
- od 1984/1985

New New Revolution jest poszerzeniem, kontynuacją „Ready for use” realizowanym w wielu technikach: druk szablonem, rysunek, obiekty Prace z cykli „Ready for use” i „New New Revolution” były prezentowane na wielu wystawach m.in. na „Stoffwchsel” Kassel 82, Galerie Marina Dinkler, Berllin 82 i 86 (wystawy indywidualne); „Kunstllandschaft BRD” 84, „Der Baum”, Kunstverein Heidelberg 85; „Rencontres” Musee des Beaux Arts Mulhouse 85, Francja; „Das andere Land”, Schloß Chaarottenburg Berlin, Museum Bochum, Stadtgalerie Saarbrückeen, Wilhelm-Hack-Museum Ludwigshafen 86/87; Międzynarodowe Triennale Rysunku, Wrocław 92.
- od 1987

„Obiekty foliowe i gąbkowe.” Charakterystyczna dla tej serii prac jest przestrzenność wnikająca do wnętrza obiektu. Z jednej strony przezroczyste, częściowo pomalowane lub podkreślone tłustym pastelem warstwy folii odległe od siebie około 10–30 cm nadają niekończącej się głębi – z drugiej strony obiekty gąbkowe, których wycięte fragmenty nadają im efekt ażurowy, uświadamiają w pełni ich własny wolumen. Ta seria prac była prezentowana m.in. na wystawie indywidualnej w Galerii Północnej BWA, Zamek Książąt Pomorskich w Szczecinie, 1993.
- od 1990

Projekty video-instalacji Bazujące na tekstach z 1974 r. „Moim najlepszym video jest program bieżący” i „Czarny kwadrat na tle bieżącego programu”. Cykl projektów i instalacji „Program bieżący – prawda czy kłamstwo”. Wystawiane podczas retrospektywy w Galerii Sztuki Współczesnej BWA w Krakowie, 1995. Obecnie w dalszym ciągu pracuje nad cyklami „Program bieżący” oraz „Points of no return”.

## Galeria zdjęć

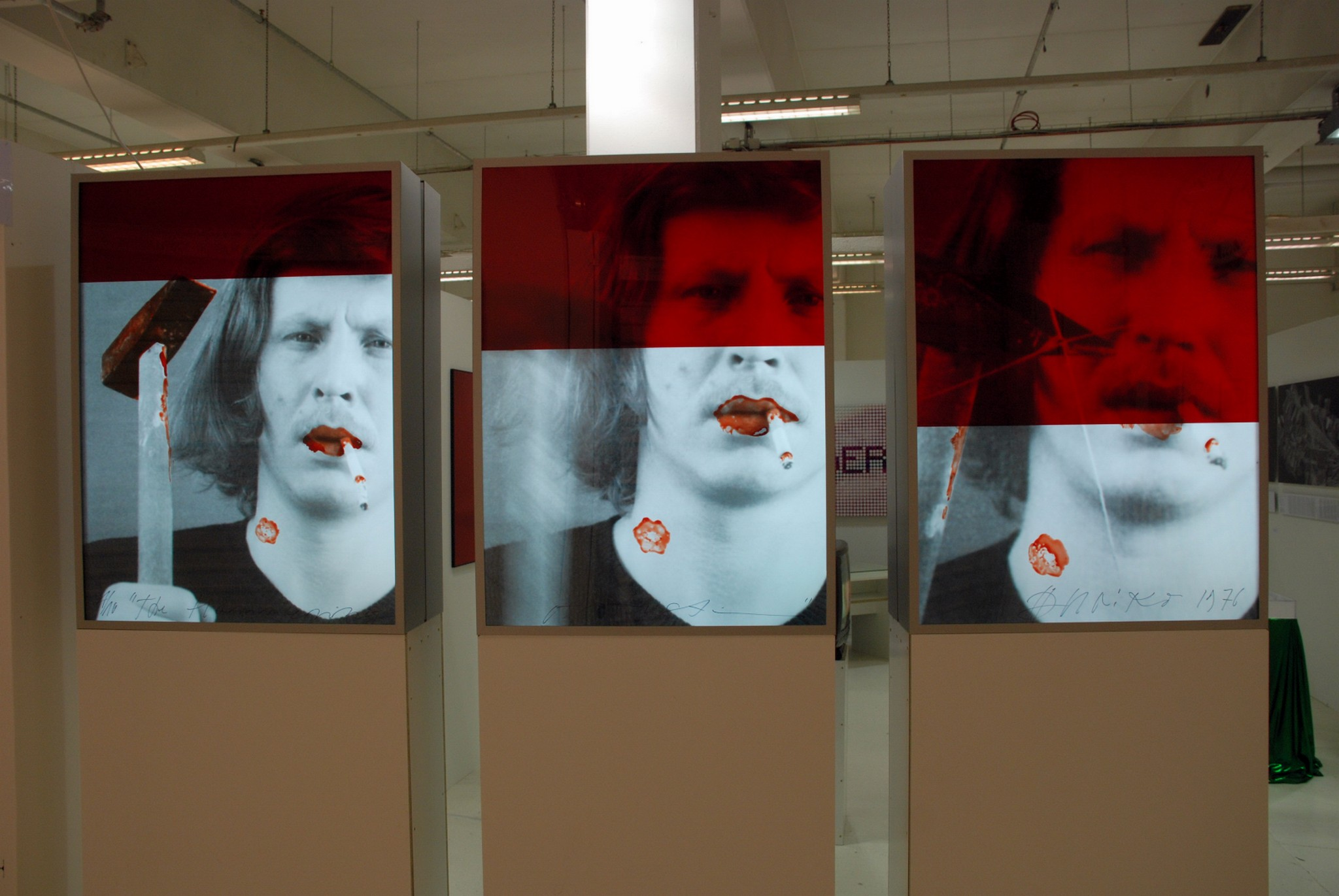
Wincenty Dunikowski-Duniko, Hammering Artist, 1976
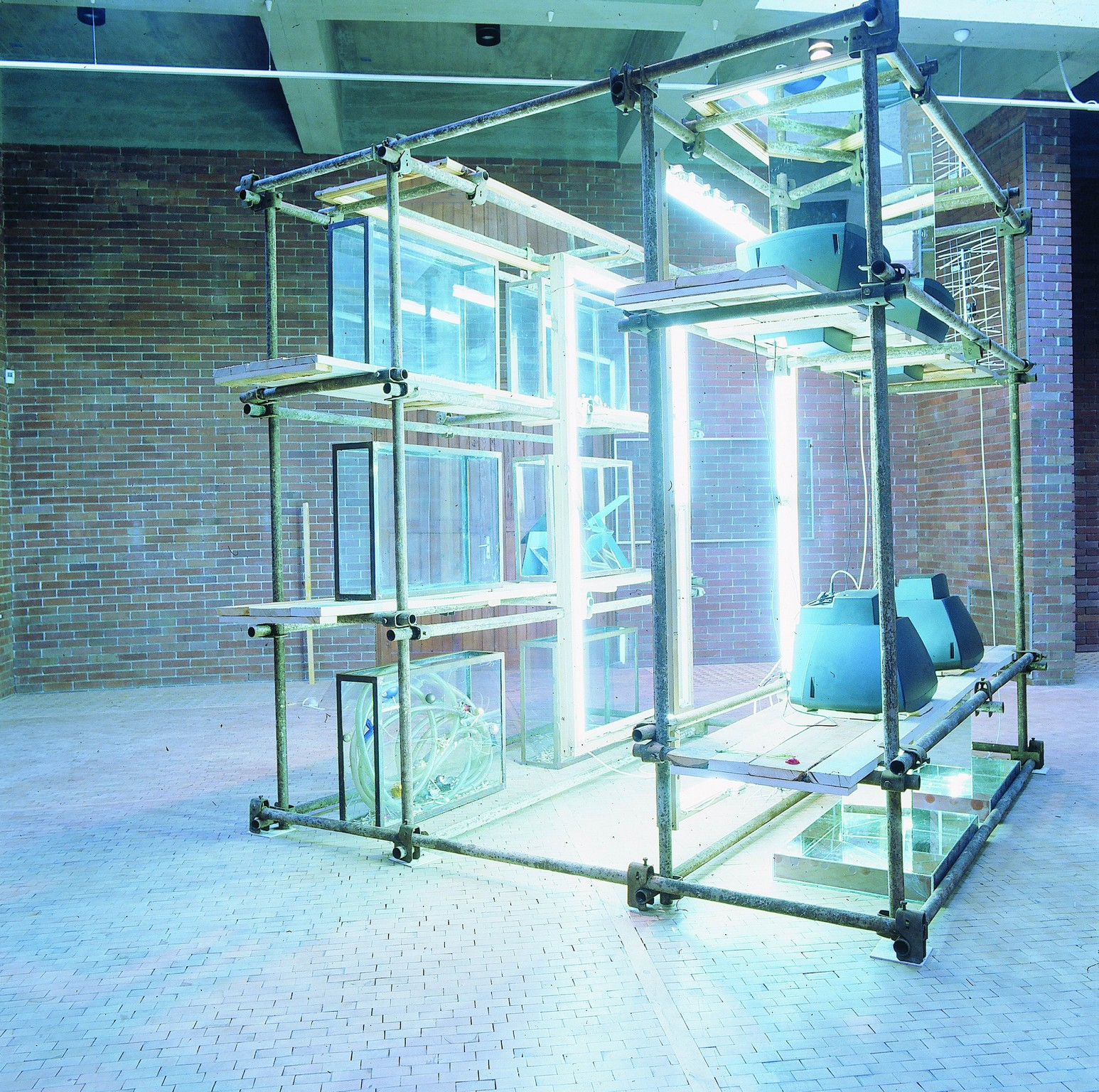
Wincenty Dunikowski-Duniko, Wystawa indywidualna, Heidelberger Kunstverein, 2001, fot. Bernhard Karsten
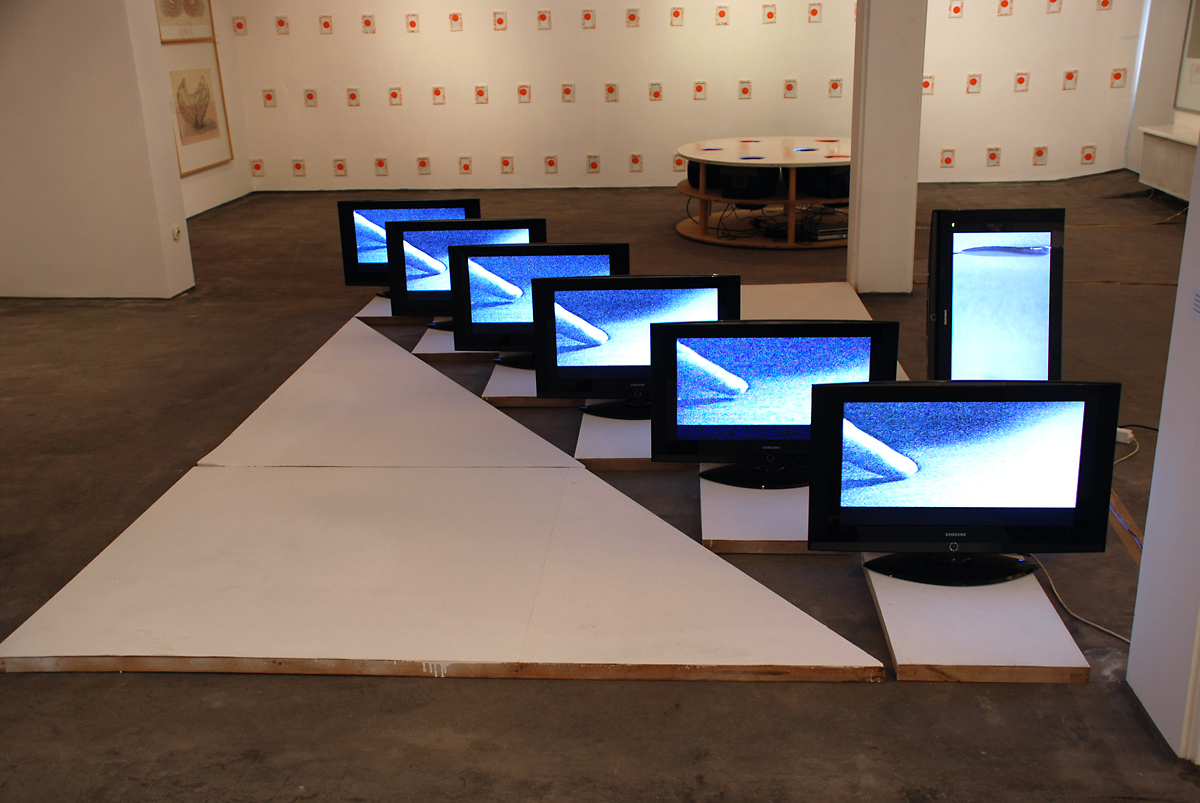
Wincenty Dunikowski-Duniko, Dzielenie sprawia przyjemność, 1995, fot. Zofia Waligóra
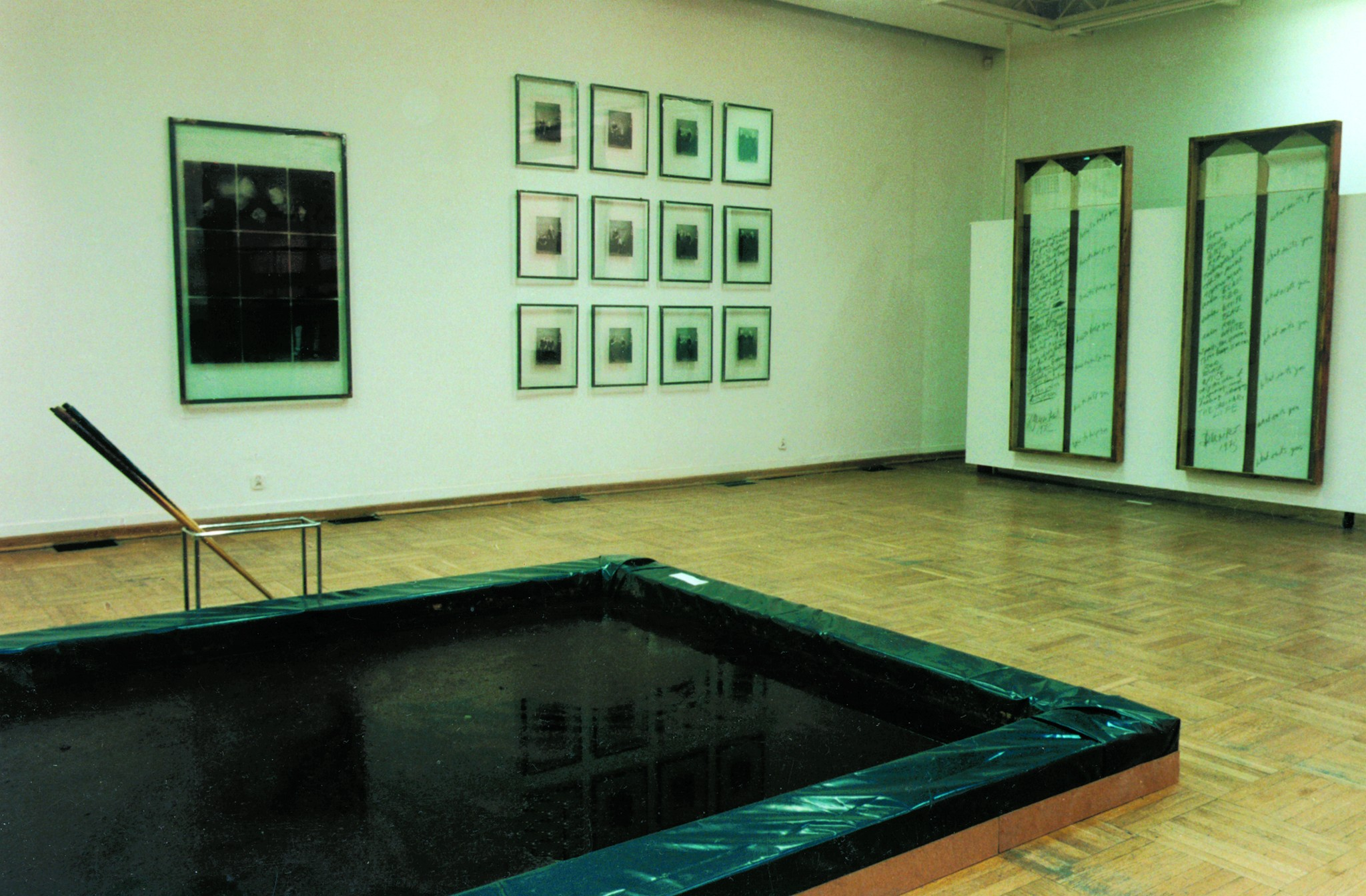
Wincenty Dunikowski-Duniko, wystawa indywidualna, Galeria Sztuki Współćzesnej Bunkier Sztuki, 1995
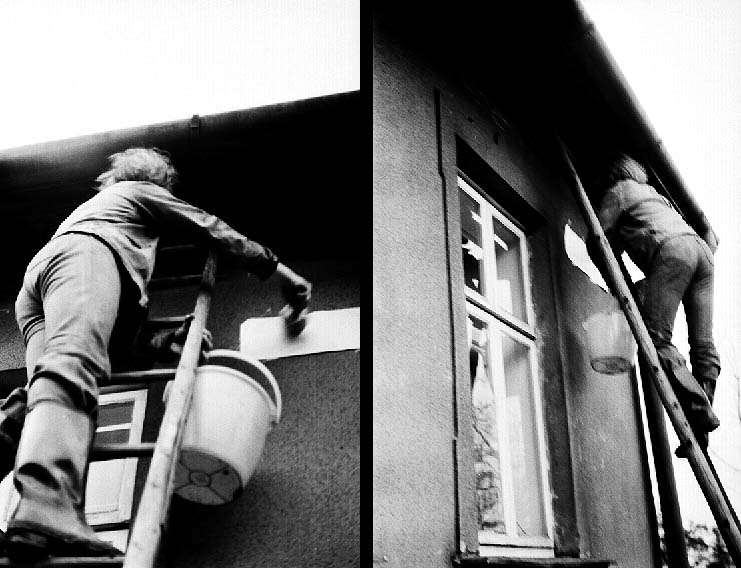
Wincenty Dunikowski-Duniko, Labirynt – Zamalowywanie tabliczek z nazwami ulic, Nowa Ruda, 1973
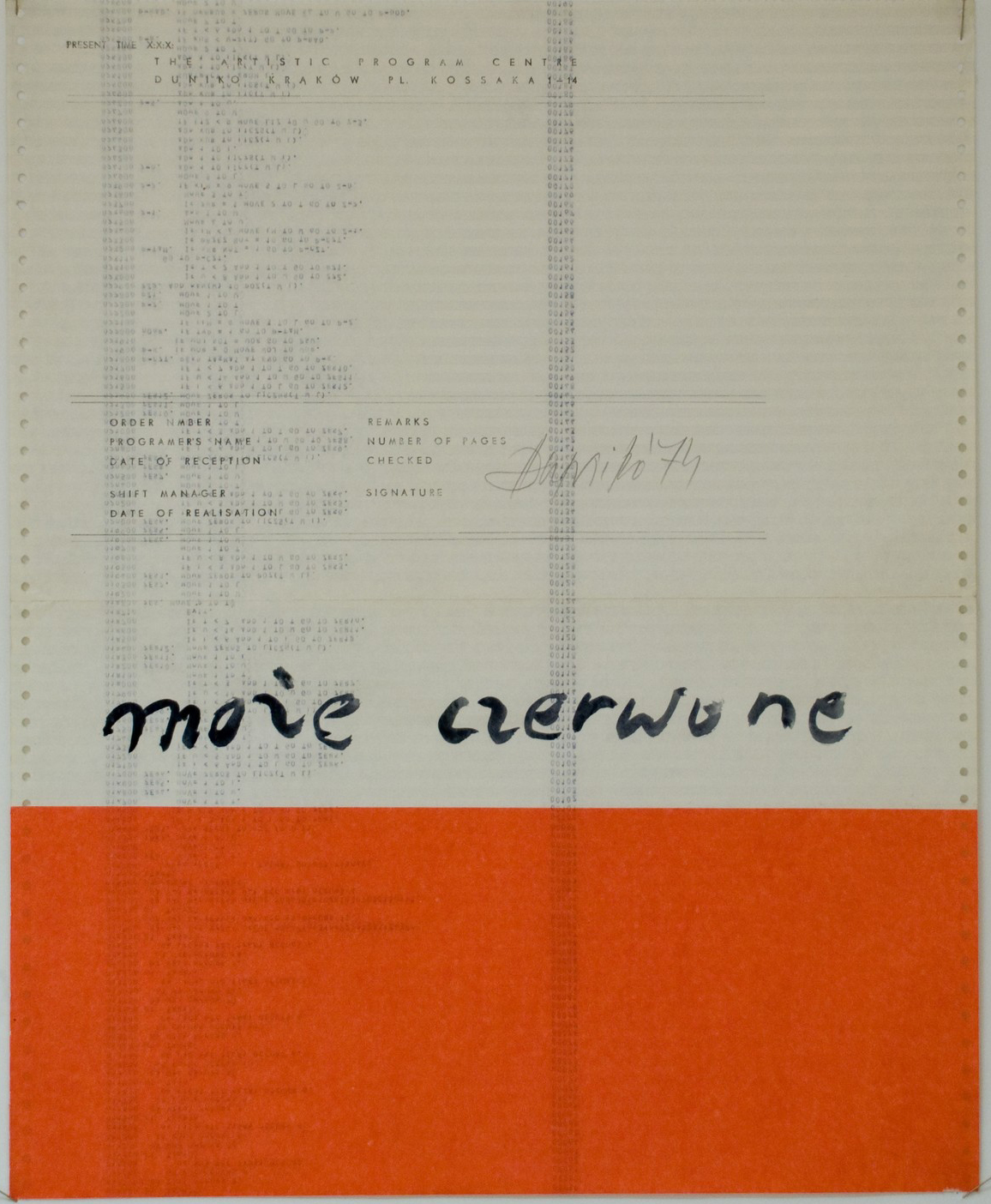
Wincenty Dunikowski-Duniko, Może czerwone, 1974
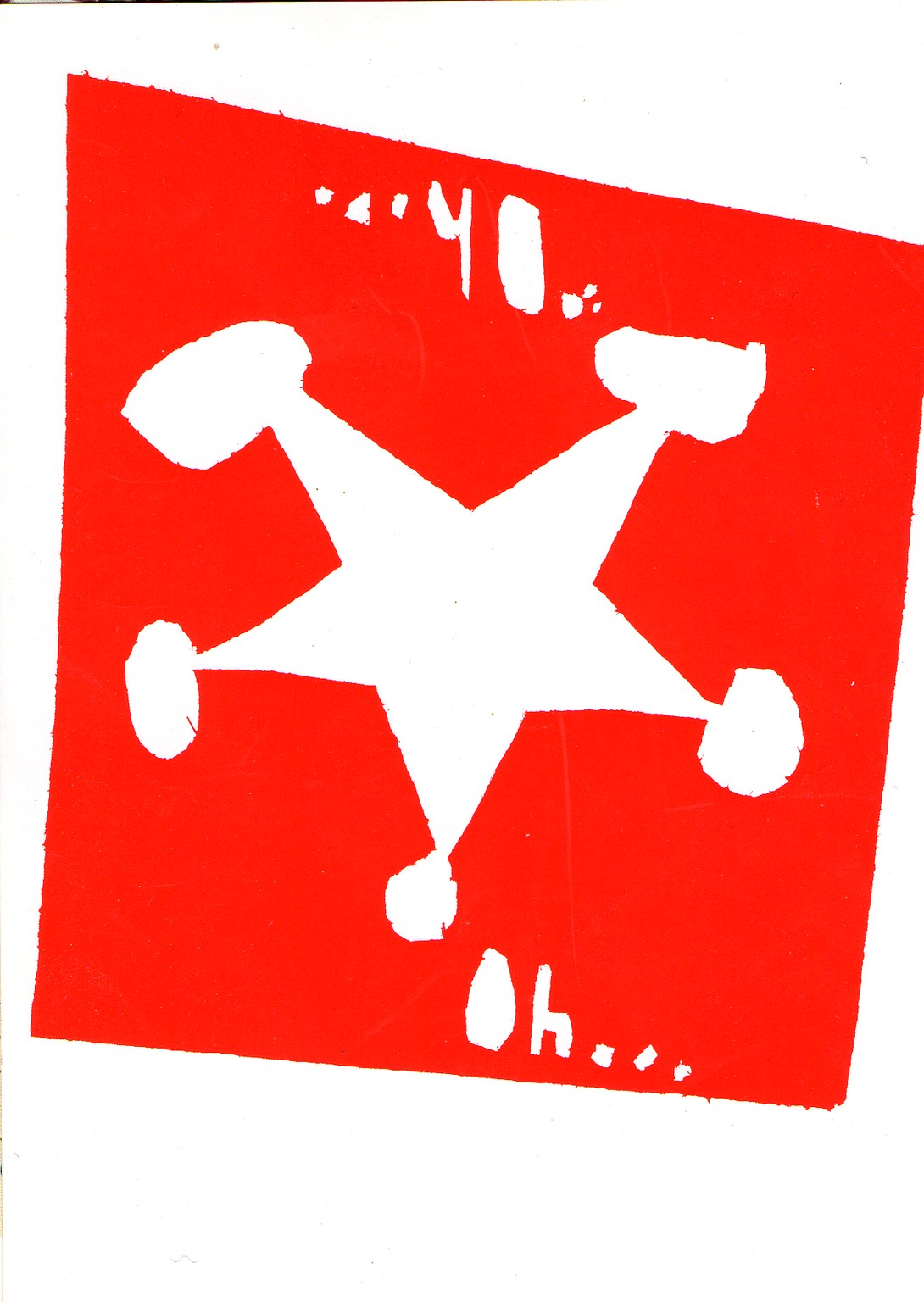
Wincenty Dunikowski-Duniko, oh.. oh.., 1988
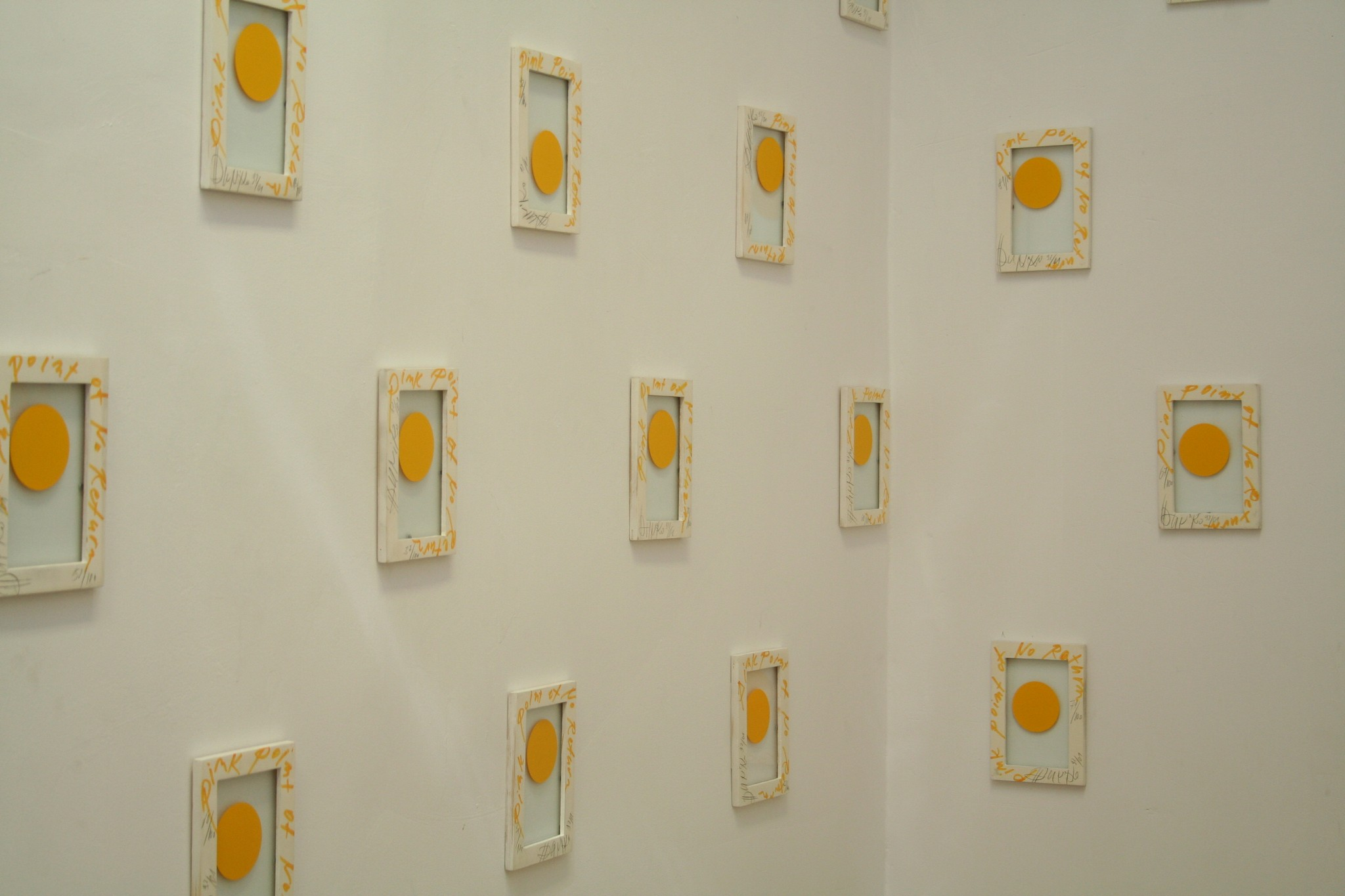
Wincenty Dunikowski-Duniko, Pink Point of no Return, 1992/2001, fot. Szymon Bronkowski
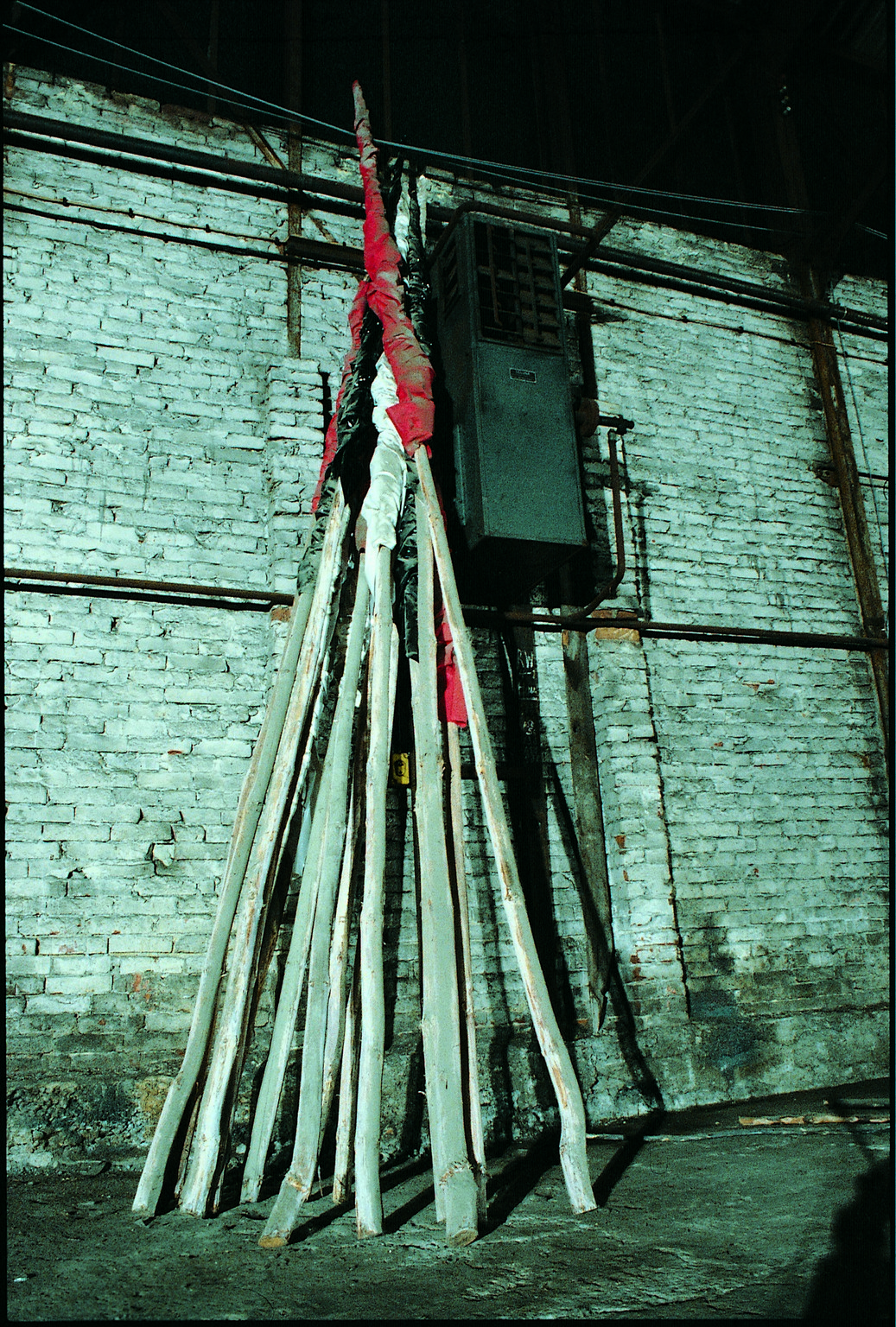
Wincenty Dunikowski-Duniko, Ready for use, 1980/2008, wystawa Stoffwechsel, K-18, Kassel, 1982, fot. Horst Hoheisel
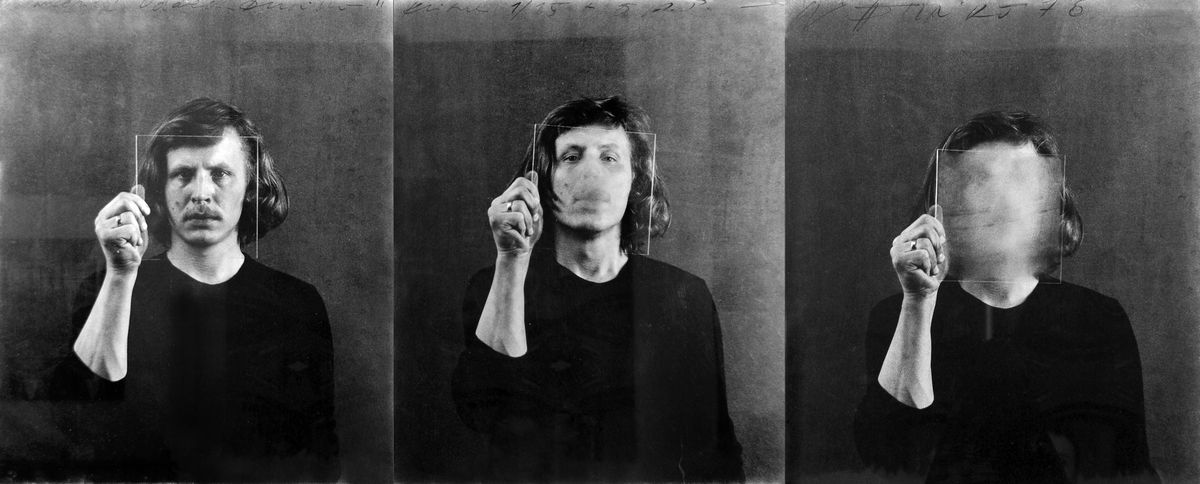
Wincenty Dunikowski-Duniko, Oddech Duniko, 1976
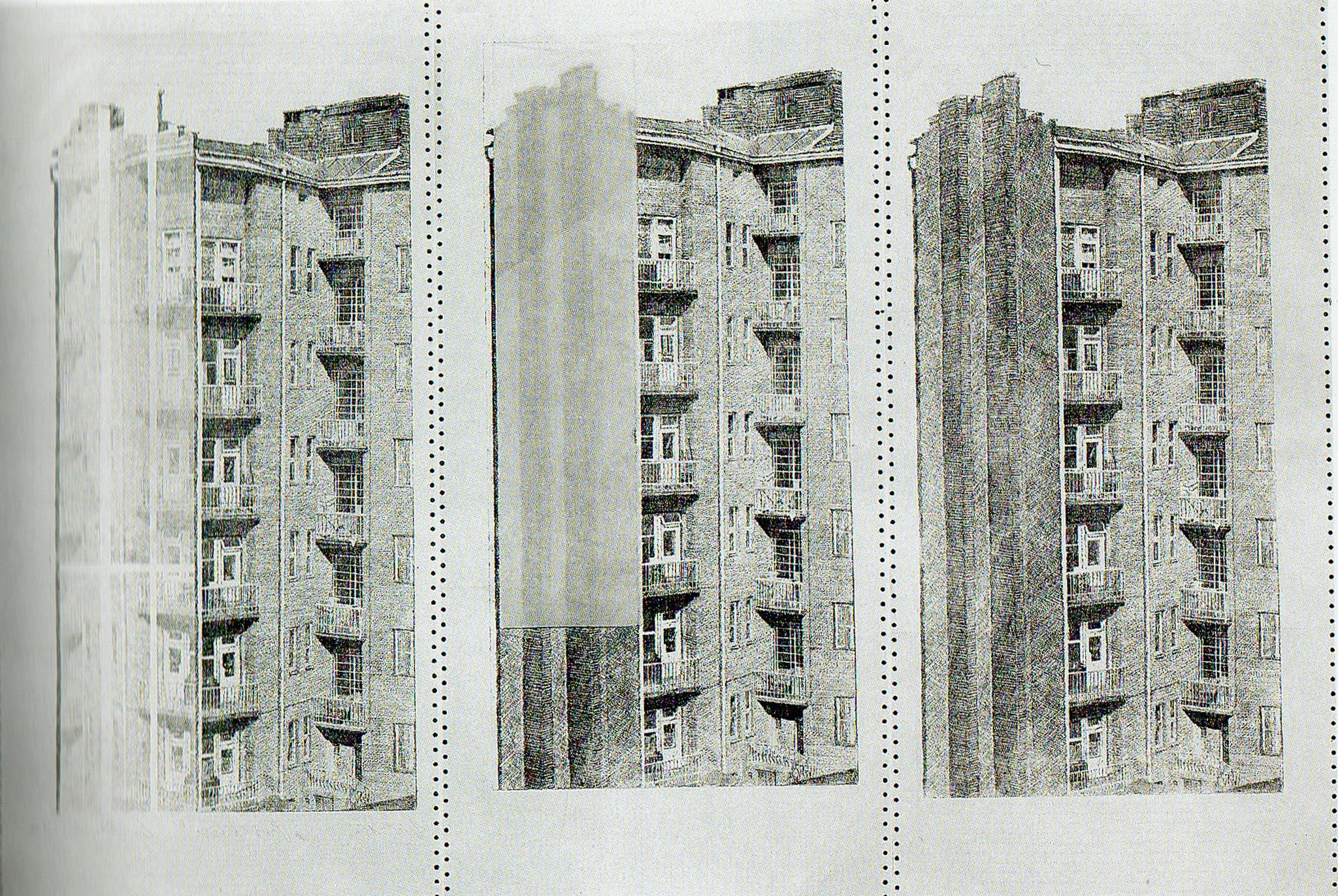
Wincenty Dunikowski-Duniko, Projekcja I, 1974
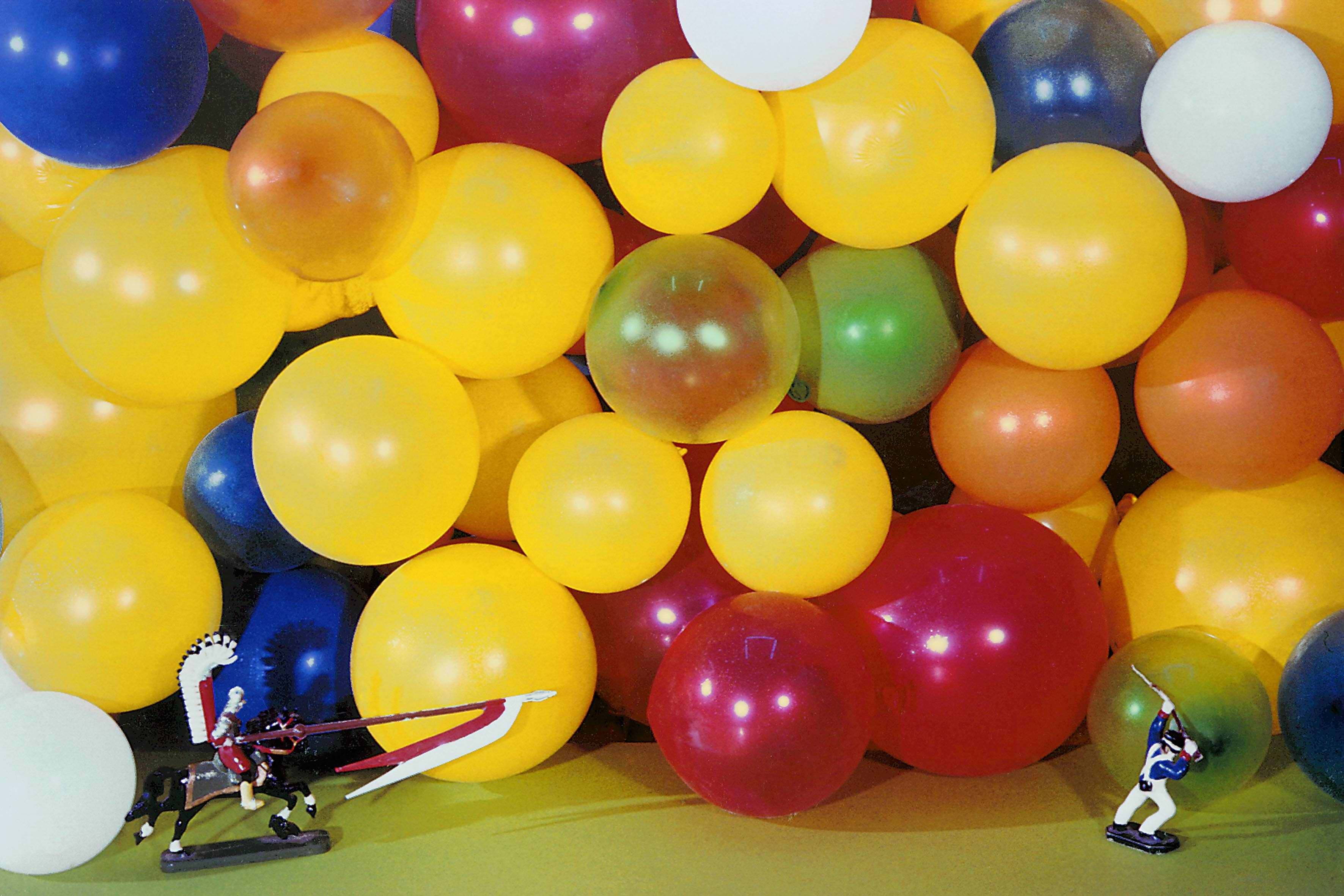
Wincenty Dunikowski-Duniko, Za wolność Waszą i Naszą, 1989
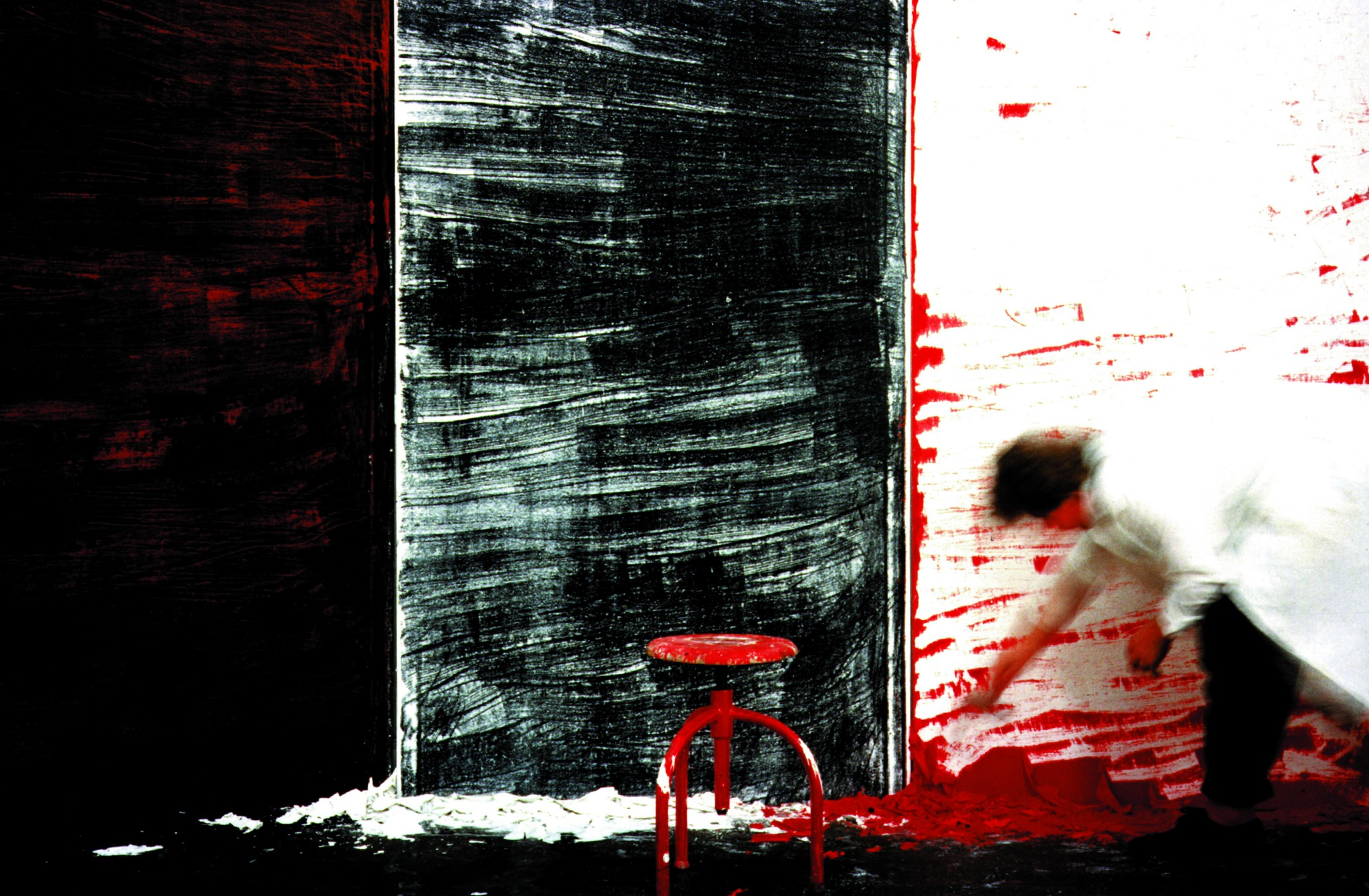
Wincenty Dunikowski-Duniko, Zeskrobywane ekrany, 1973/1989